# 愛をください (河合奈保子の曲)
「愛をください」（あいをください）は、河合奈保子が1982年3月10日にリリースした8枚目のシングルである(EP:AH-181)。

## 解説
- オリコンでは「スマイル・フォー・ミー」以来、3作品ぶり2曲目の10位以内にランクイン（最高位7位、100位内13週）、17.7万枚のセールスとなった[1]。

## 収録曲
1. 愛をください（4分6秒）
作詞：松宮恭子・伊藤アキラ／作曲：松宮恭子／編曲：若草恵
2. 春よ恋（4分22秒）
作詞：伊藤アキラ／作曲：馬飼野康二／編曲：船山基紀